# Alt-Seegaard
Alt-Seegaard (dänisch: Søgaard) ist eine abgegangene Niederungsburg bei Husbyholz, der Gemeinde Husby, im Kreis Schleswig-Flensburg, des Landes Schleswig-Holstein.

## Hintergrund
Der befestigte Edelhof befand sich bei Seegaard (Lage) auf der Nordseite des Winderatter Sees. Das Wort Ga(a)rd, das im Dänischen die Bedeutung Hof hat, deutet in Angeln auf einen Herrenhof hin. Alt-Seegaard war seit dem 13. Jahrhundert im bischöflichen Besitz. Der Landsasse von Alt-Seegaard zahlte 1581 an den Bischof 2 $ und 8 ßl. fürs Jahr.
1652 wurde das Freigut Seegaard offenbar der Treiaharde zugeordnet. 1616 schenkte Herzog Ulrich den Hof dem Hauptmann N. Lohden. Später war Lorenz Tuxen Besitzer des Hofes, der einen Anschlag der Schweden auf Kopenhagen entdeckte und die Nachricht über diesen weiterleitete. König Friedrich III. belohnte ihn hierfür.
Im Jahr 1784 erwarb der Flensburger Kapitän und Kaufmann Hans Christopher Ohlsen (1731–1791) den Hof „Alt-Seegard“. Mit zwanzig Jahren übernahm sein gleichnamiger Sohn den Hof. Dieser baute eine Mühle zur Entwässerung der Wiesen. Er soll aus Knochenmehl Düngemittel produziert haben. Ein Vermögen soll Ohlsen aber mit Branntweinbrennerei erworben haben. Ohlsen heiratete 1805 Sophie Friedericke Birgitte Peträus. Für seinen vierten Sohn Nicolai Jacob Ohlsen (1810–1854) kaufte Ohlsen 1845 am südwestlichen Stadtrand von Flensburg einen Hof, dem er nach seiner Frau den Namen Sophienhof gab.
Am Seegaarder Weg liegen heute mehrere Höfe, unter anderem das Landhaus Seegaard, der Resthof Seegaardfeld sowie der Hof Neuseegaard. Der Schlossplatz soll nach dem Heimatforscher Jakob Röschmann ziemlich direkt am Nordufer des Winderatter Sees liegen (Lage). Röschmann erfuhr um 1960 durch einen Bericht des Altbauers Schoof, dass er dort in der Vergangenheit eine treppenartige Steinsetzung beobachtet habe. Röschmann stelle fest, dass auf dem Grundstück des heutigen Hofes Seegaard keine Befestigung optisch erkennbar ist.

## Sagen vom Schlossplatz
Sagen vom Schlossplatz berichten, dass es dort spukt.

### Das spukende Männchen von Alt-Seegaard
Der Sage nach würden in der Gegend Schafe verschwinden und ein kleines, wortkarges Männchen mit weißem Hut und Rock würde dort in der Gegend herumwandeln. — Einst sollen einem Bauern aus Markerup zwei Schafe entlaufen sein. Auf seiner Suche betrat er den Schlossplatz von Alt-Seegaard, wo ihm das kleine Männchen erschien. Der Bauer habe das Männchen gefragt, wo seine Schafe geblieben seien, doch das Männchen drehte sich um und verschwand plötzlich vor den Augen des Bauern. Die Schafe blieben verschwunden.

### Die spukende Tafelgesellschaft von Alt-Seegaard
Zeitweise würde beim Schlossplatz eine Herrenrunde an einer langen Tafel sitzen. Schwarze Kleidung trügen diese gespenstischen Herren. Aber auch sie würden ganz offensichtlich verschwinden, wenn sie jemanden bemerken. Es heißt, dass einst ein kleines Mädchen die Herren entdeckt habe, diese plötzlich aber spurlos verschwunden seien, wie sie es bemerkten. Ein silberner Becher sei aber von ihnen vergessen worden und habe auf der Erde gelegen.
Die Sage hat offensichtlich Ähnlichkeit mit der deutschlandweit bekannten Flensburger Sage vom Geistermahl, die von den Brüdern Grimm aufgezeichnet und 1816 in ihrem Buch Deutsche Sagen veröffentlicht wurde. Besagte Sage berichtet davon, dass König Friedrich Friedrich III. einst zu einer öffentlichen Zusammenkunft in Flensburg einlud. Da König Friedrich, einer der dänischen Könige war, der zeitweise die Duburg bewohnte, könnte die einleitend erwähnte Versammlung dort stattgefunden haben. Die eigentliche Handlung der Sage berichtet von einem zur Versammlung angereisten Edelmann, der in einem Zimmer eines Gasthauses übernachtet, in dem ihm des Nachts eine spukende Tafelgesellschaft erscheint. Auch in dieser Sage lassen die Geister silbernes Geschirr zurück.

## Benachbarte Burgen
Alt-Seegard war in der Umgebung nicht die einzige Burg. Rund um Alt-Seegaard herumm existierten weitere Burganlagen:
- Ein Burgstandort könnte sich auch nordöstlich vom Winderatter See beim benachbarten Hardesby befunden haben. Der Hardesbyer Schlossplatz liegt östlich von Seegaard an einem Wiesenrand (Lage). Diese mit „Alt-Seegaard“ in Zusammenhang gebrachte „Sagenburg“ läge also in der Gemeinde Sörup.[21]
- Die Grauburg ist eine archäologisch nachgewiesene Burg auf der Südseite des Winderatter Sees, die ebenfalls zur Gemeinde Sörup gehört. Ein dort befindlicher Steindamm soll nach einer alten Überlieferung bis nach Alt-Seegaard führen.
- Ein möglicher Burgplatz wird bei Gosewatt vermutet. Von der Gosewatter Burg sind im Gelände aber heutzutage keine Spuren mehr erkennbar.[22]
- Bei Markerup soll das Schloss Bisgaard gelegen haben. Der Name dieses Schlosses bedeutete wohl „Bischofs Gaard“ und war somit wohl im Besitz des Schleswiger Bischofs.[23]
- Burg Nedderby lag nördlich vom Dorf Husby, südlich von Gremmerup.[24]
- Ein Mögstedt genannte Edelhof lag nördlich von Gremmerup beim Süderholz in der Gemeinde Ringsberg.[25][26]
- Die Turmhügelburg Böge-Schloss lag westlich vom Winderatter See beim benachbarten Ausacker.